# Star Wars: The Old Republic
Star Wars: The Old Republic (с англ. — «Звёздные войны: Старая Республика») — сюжетная многопользовательская ролевая онлайн-игра, разработанная подразделением BioWare в Остине, штат Техас, США. События в игре происходят через 300 лет после игр серии Knights of the Old Republic. Игра стала первой полностью озвученной ММО, на данный момент есть версии на английском, французском и немецком языках. Игра была анонсирована 21 октября 2008 года. Выпуск состоялся 20 декабря 2011 года. 15 ноября 2012 года Star Wars: The Old Republic перешла на free-to-play модель.

## Игровой процесс
В самом начале предлагается выбрать сторону, класс, расу, пол своего персонажа и настроить его внешность. Действие игры разворачивается примерно за 3500 лет до событий кинофильмов — сеттинг, уже давший Bioware почти полную свободу, без необходимости привязываться к «изъезженным вдоль и поперёк» сторонам и персонажам. Во многих квестах отсылки к предыдущим частям серии Knights of the Old Republic. Игрок может встать на сторону одной из двух основных фракций — Галактической Республики или Империи Ситхов. Каждая фракция имеет лидера. Противоборствующие стороны имеют различный стиль игры, задания и средства передвижения. Также существуют задания, которые можно выполнять одному, без поддержки. Поведение у NPC может быть разным, в зависимости от выбранной игроком сюжетной линии. Это предназначено для того, чтобы было больше миссий, чем в других MMORPG. Игрок может выбрать из множества NPC одного компаньона и участвовать с ним в развивающейся сюжетной линии, также возможны романтические отношения со своим протеже. У каждого персонажа своя голосовая речь, например как в играх серии Mass Effect.

### Миры
| Название     | Описание |
| ------------ | --- |
| Альдераан    | Планета Центральных Миров. Родина знатных домов Тул, Улго и Органа. |
| Балморра     | Планета Колоний. Имеет множество ценных ресурсов, включая большие залежи железа. |
| Белсавис     | Планета Внешнего Кольца. Ранее являлась тюрьмой Бесконечной Империи Раката, теперь принадлежит Республике. |
| Восс         | Нейтральная планета в Пространстве Хаттов. Родина таинственных Мистиков Восс. |
| Дромунд Каас | Планета Внешнего Кольца. Столица Возрождённой Империи Ситхов. |
| Зиост        | Планета Внешнего Кольца. На планете такая же концентрация Тёмной стороны как и на Коррибане. |
| Илум         | Планета в Неизвестных Регионах. Имеет огромные пещеры заполненные световыми кристаллами, от чего имеет большую ценность для обеих сторон конфликта.                                                                        |
| Квеш         | Планета Пространства Хаттов. Атмосфера данной планеты токсична и опасна, однако на Квеше изготавливаются высококачественные боевые стимуляторы.                                                                            |
| Кореллия     | Планета Центральных Миров, один из миров-основателей Республики. Славится своими верфями и космическими кораблями. |
| Коррибан     | Пустынная планета Внешнего Кольца. Место зарождения Ситхов, а также расположение главной Академии Ситхов. |
| Корусант     | Экуменополис в Центральных мирах, считающийся Центром Галактики, столица Галактической Республики. |
| Макеб        | Планета Среднего Кольца. На планете находится множество фабрик по добыче Изотопа-5. Доступна в дополнении «Rise of the Hutt Cartel».                                                                                       |
| Манаан       | Водный мир Внутреннего Кольца. Единственная планета добывающая и поставляющая колто в огромных количествах. |
| Нал-Хатта    | Столица Пространства Хаттов. Родина эвокаев и вторая родина Хаттов. |
| Нар-Шаддаа   | Крупнейшая луна Нал-Хатты, поверхность которой, подобно Корусанту, с 24500 ДБЯ по 26 ПБЯ была покрыта экуменополисом. |
| Орд-Мантелл  | Планета, находящаяся в звёздном скоплении Сверкающий бриллиант. Он расположен в Среднем Кольце недалеко от Анобиса. |
| Орикон       | Основная база «Повелителей Ужаса». Введена как игровая локация в обновлении 2.4. |
| Тайтон       | Планета Центральных Миров, основная база Ордена Джедаев после поражения Республики в войне. Древняя родина джедаев. |
| Татуин       | Пустынная планета, представляющая интерес для корпорации «Цзерка», а также для тех, кто прячется от правосудия. На планете идёт постоянное противостояние колонистов и местного населения — таскенов-разбойников.          |
| Тарис        | Уничтоженный тёмным джедаем экуменополис на краю галактики, в настоящее время представляет болото с руинами небоскрёбов.                                                                                                   |
| Хот          | Планета представляет собой снежную пустыню, однако интересна обилием останков кораблей, погребённых здесь после давней космической битвы.                                                                                  |
| ЦЗ-198       | Исследовательский комплекс корпорации «Цзерка» в Неизвестных Регионах. Введён как игровая локация в обновлении 2.3. |
| Явин IV      | Четвёртый спутник газового гиганта Явин, пригодный для жизни, с бурной тропической природой. Спутник стал «центром» в галактической многотысячелетней истории и повидал огромное количество галактических битв и сражений. |
| Закуул       | Столица Вечной Империи, находящаяся в Диком Космосе на краю галактики. Введён в обновлении 4.0 «Knights of the Fallen Empire».                                                                                             |
| Одессен      | База Альянса, находится в Диком Космосе на краю галактики. Введён в обновлении 4.0 «Knights of the Fallen Empire». |
| Иокат        | Заброшенный техногенный мир, хранящий множество тайн, находится в Диком Космосе на краю галактики. Введён в обновлении 5.0 «Knights of the Eternal Throne».                                                                |
| Нафема       | Забытый мир древних Ситхов, находится в Неизвестных Регионах. Введён в обновлении 5.0 «Knights of the Eternal Throne». |

### Расы
| Название          | Описание |
| ----------------- | --- |
| Забраки           | Разумная гуманоидная раса с Иридонии, планеты Среднего Кольца, известной суровым климатом и опасными хищными формами жизни. Раса имела острое чувство самоопределения, независимости и доминирования. Имеют два сердца, очень выносливы. |
| Чиссы             | Гуманоидная раса с планеты Ксилла, обитавшая в Неизведанных Регионах. Обладают отличными аналитическими способностями. Наиболее известного представителя этой расы звали Митт’рау’нуруодо, более известный гранд-адмирал «Траун». Ввиду отдалённого местоположения их государства, Доминации, чиссы оставались в большинстве своём загадкой для остальной части галактики, и контакт с ними был ограничен даже в дни Галактического Альянса. |
| Люди              | Гуманоидная раса, самая многочисленная в Галактике. Уступают практически всем расам. Люди населяют многие планеты в Галактике. |
| Катары            | Новая игровая раса, введённая в обновлении 2.1. Кошкоподобные гуманоиды с планеты Катар, планеты саванн и диких нагорий. Катары были широко известны своей преданностью, страстью и темпераментом. Быстрые и сильные, они считались отличными, храбрыми и самоотверженными воинами. Катары гордились своими высокими моральными ценностями, культивируемыми обществом и семьей. |
| Киборги           | Представители различных рас, которые заменили и/или усилили ту или иную часть своего тела, с помощью операций. |
| Миралуки          | Гуманоидная чувствительная к Силе раса. Главным отличием миралук от людей было отсутствие глаз и врождённое зрение Силы. |
| Мирилиане         | Гуманоидная раса с планеты Мириал. Её представители имели зелёную или желтовато-зелёную кожу. |
| Раттатаки         | Близкая к людям гуманоидная раса с белой или бледно-серой кожей и отсутствием волос на голове. Практически изолированные от остальной части галактики, раттатаки построили на своей планете, Раттатаке, жестокое общество, которое хорошо характеризует местное развлечение — гладиаторские бои. |
| Чистокровный Ситх | Прямые потомки древних ситхов, чей образ жизни напрямую переплетён с тёмной стороной Силы. |
| Тви'лекки         | Разумная раса всеядных гуманоидов, зародившаяся на планете Рилот. Её представители предпочитали питаться грибами, плесенью и мясом рикритов. Отличительными особенностями тви’леков являются однотонная кожа разных цветов и парные отростки на голове, имеющие форму щупалец. Отростки называются «лекку». У тви’леков достаточно стандартное строение органов речи, что позволяло им обучаться большинству инопланетных языков, однако они предпочитали тви’лекский язык, использующий кроме речи небольшие движения лекку. Красота тви’лекских женщин была известна по всей Галактике, и из-за этого их часто продавали в рабство, делая танцовщицами или символом положения в обществе. |
| Тогруты           | Новая игровая раса, введённая в обновлении 3.3. Гуманоидная раса с планеты Шили. Имеют оранжевую с белым узором кожу и отростки на голове, которые называются "монтралы". Тогруты лучше проявляют себя в группах, и одиночки считаются в их культуре исключением. |
| Наутолане         | Новая игровая раса. Гуманоиды с зелёной или синеватой кожей и чёрными глазами, на голове имеют много тонких отростков, могут жить как на суше, так и в воде. |

| Название     | Описание |
| ------------ | --- |
| Адвозжеки    | Гуманоидная раса, представителей которой легко отличить по хохолку на лысой голове. На их родной планете Рифлор продолжается высокая геологическая активность, часто происходят извержения вулканов. Условия обитания определили культуру расы и её место в галактическом сообществе. |
| Аномиды      | Разумная раса, представители которой общались при помощи субзвуковых гармоник, из-за чего были вынуждены носить закрытые маски-вокодеры, преобразовывающие их в слышимую речь. В Эпоху Империи представители этой расы часто имели проблемы с силами правопорядка, постоянно подвергаясь досмотру, так как те ошибочно считали, что под их масками могут скрываться разыскиваемые беглые преступники. Среди этой расы очень много учёных.                                                                    |
| Арконцы      | Разумная гуманоидная раса с планеты Кона, обитавшая в пустынях. Они жили в семейных общинах и были печально известны своей зависимостью от соли. У них были треугольные головы с далеко расположенными друг от друга глазами, а также руки с тремя или четырьмя пальцами. |
| Биты         | Высокоразвитая гуманоидная раса, результат многолетнего улучшения породы. Их удлиненный череп предназначен для того, чтобы вмещать гипертрофированный мозг. Отделы головного мозга, отвечающие за логическое мышление, у битов развиты превосходно, а вот те, что отвечают за эмоции и инстинкты, например, агрессию и страх, находятся в зачаточном состоянии. Родом с планеты Клак'Дор. |
| Викваи       | Раса гуманоидов с планеты Шрилуур во Внешнем Кольце, располагавшейся вблизи Пространства хаттов. Их родная планета была сурова и пустынна: из-за жёсткого климата кожа викуэев приобрела коричневый тон и стала жёсткой, сухой и сморщенной. У викваев были достаточно глубоко посаженные глаза. |
| Воссы        | Гуманоидная раса с планеты Восс. Мистики Восса — использующие Силу практики, обладают невероятной мощью. |
| Вуки         | Разумная раса волосатых двуногих гуманоидов, которые жили на планете Кашиик. Один из самых известных представителей расы — Чубакка, друг Хана Соло и второй пилот «Тысячелетнего сокола», который сыграл важную роль в гражданской войне и после неё. Среди вуки встречались и джедаи, хотя такие случаи были нечастыми. |
| Гаммореанцы  | Свиноподобные гуманоиды с поросшей джунглями планеты Гаморр во Внешнем Кольце. Глуповаты, но не способны на коварство. Раса была широко известна своей физической силой и мастерством в ближнем бою, где они предпочитали использовать большое тяжёлое оружие вроде гигантских мечей и топоров. |
| Ганды        | Раса разумных насекомых с планеты Ганд, имеющей аммиачную атмосферу. Ганды делятся на две разновидности: имеющие лёгкие и не имеющие. Ганды с лёгкими дышали газом родной планеты, но, как кель'доры, должны были носить дыхательный аппарат на других планетах. Ганды без лёгких имели особые способности регенерации. |
| Ген'даи      | Практически бессмертная раса с уникальным анатомическим строением. Тела ген’даев почти полностью состояли из сосудов и нервных клеток и были лишены скелета. Из-за отсутствия таких уязвимых органов, как мозг, сердце и лёгкие ген’даи были способны выжить после тяжелейших ранений (вплоть до расчленения на мелкие куски). Если ген’дай получал серьёзные повреждения, он на некоторое (порой весьма продолжительное) время впадал в анабиоз, в течение которого полностью восстанавливал своё здоровье. |
| Гормаки      | Раса разумных гуманоидов. Родом с планеты Восс. |
| Граны        | Разумные млекопитающие, гуманоиды. Они происходили с планеты — Кинйен, а также владели множеством колоний по всей Галактике, включая поселения на планетах Хок и Маластар. Имеют вытянутое лицо и три глаза на отростках. У гранов пять когтистых пальцев на руках и ногах, хотя у одного из них — Ри-Йиса они были сильно деформированы. |
| Гри          | Раса головоногих серых существ с одноимённой планеты. Являясь одной из первых известных древних цивилизаций, гри осваивали космос и основали империю в секторе Вераги. Однако, несмотря на собственные уникальные технологии, гри так и не удалось расширить своё влияние за пределы сектора. Они пережили десятки тысячелетий, и к моменту образования Галактической Империи Анклав Гри впервые за всё время своей долгой истории вошёл в состав межзвёздного государств.                                   |
| Дашады       | Раса разумных пресмыкающихся гуманоидного типа. Известны своей устойчивостью к Силе. Во время Великой войны ситхов были почти уничтожены, однако представители расы появлялись ещё тысячелетия спустя, благодаря своим особенностям выступая в качестве элитных наемных убийц, солдат и представителей сходных профессий. |
| Джавы        | Невысокие гуманоиды с планеты Татуин. Джавы носили просторные одежды, скрывавшие их с ног до головы. Джавы кочевали по пустыне на гигантских краулерах в поисках вышедшей из строя техники, мастерски чинили её и продавали местным фермерам. |
| Джеонозианцы | Раса разумных насекомоподобных существ с планеты Джеонозис, обитавших в колониях — ульях, бесформенными башнями возвышавшихся над пустынной поверхностью планеты. Среди известных джеонозианцев — Поггль Меньший, Гизор Деллсо и Сан Фак, занимавшие важные позиции в Конфедерации независимых систем. |
| Драллы       | Небольшие двуногие существа, обитающие на планете Дролл в Кореллианской системе. У них большие чёрные глаза, покрытое мехом тело и кроткое выражение лица. Народ дроллов отличается умом и благородностью. |
| Дуросы       | Гуманоидная раса с планеты Дуро, одна из первых в Галактике освоившая межзвёздные путешествия. |
| Иторианцы    | Раса разумных травоядных с планеты Итор. Их часто называли «молотоголовыми» из-за длинной, изогнутой шеи и головы в форме буквы «Т». Сами иторианцы считали такое прозвище оскорбительным. |
| Калишцы      | Раса краснокожих рептилий с планеты Кали в Диком Пространстве галактики. Их облик был гуманоидным — две пары конечностей, жёлтые глаза с чёрными зрачками. Калишцы носили маски и передвигались не на всей поверхности нижних конечностей, а на их передней части. Анатомия калишцев включала развитый мозг, сердце и лёгкие. |
| Кел-доры     | Разумная раса с планеты Дорин. Кел-дор были вынуждены носить дыхательные маски, чтобы защищаться от богатой кислородом атмосферы. Также они известны использованием Силы — традиция, известная как Баран До. |
| Киллики      | Разумные инсектоиды с планеты Альдераан. Они строили большие холмистые сооружения на равнинах Альдераана и Альсакана, однако ещё до того, как в эти системы прибыли другие колонисты, киллики исчезли. |
| Китонаки     | Коренастые, медлительные существа из пустыни Курдан на планете Кирдо III. Их спокойствие и удивительная выдержка стали результатом адаптации к суровым условиям жизни кочевников. Китонаки были известны своими музыкальными способностями. |
| Коликоиды    | Разумная раса инсектоидов с планеты Колла IV. |
| Кубазы       | Раса насекомоядных гуманоидов с планеты Кубинди во Внешнем Кольце. Несмотря на сравнительно недавнее вхождение в галактическое сообщество (во время установления Нового порядка), эти существа встречались в Галактической Республике во время Войн клонов повсеместно. |
| Массасси     | Раса, которая во время правления тёмных джедаев была поймана и преобразована с помощью тёмной алхимии ситхов, которая сделала её более смертоносной и послушной. По большей части преобразованные массасси служили в Империи ситхов в качестве солдат. |
| Мон-каламари | Гуманоидная раса с планеты Мон-Кала. |
| Неймодианцы  | Разумная раса гуманоидов, имевших отдаленную генетическую связь с дуросами. Раса вела происхождение с планеты Неймодия, а также владеет колониями Кейто-Неймодия, Деко-Неймодия и Кору-Неймодия. Способны видеть в инфракрасном спектре. Для неймодианцев огромное значение имели богатства и материальные наслаждения, они отличные торговцы и деловые партнёры. Раса довольно малочисленна. |
| Ракгулы      | Существа-мутанты, созданные Лордом ситхов Карнессом Мууром. Желая создать армию, с помощью которой можно было бы покорить всю Галактику, и, как и множество других Лордов ситхов, обмануть смерть, Карнесс Муур создал талисман, который наполнил своим духом и силой. Этот артефакт стал известен как Талисман Муура. Этот талисман мог превратить практически любое существо, находящееся неподалёку, в неразумного ракгула и контролировать его.                                                          |
| Никто        | Гуманоидная раса разумных пресмыкающихся с планеты Кинтан из скопления Си’Клаата, имевшая множество разновидностей. |
| Онгри        | Раса сходных с гуманоидами земноводных с планеты Скастелл из скопления Скастелл. |
| Раката       | Раса разумных амфибий, живших на планете Раката-Прайм. Телосложение Раката было похоже на человеческое, но имело некоторые особенности амфибий; они были первой высокоразвитой расой в истории Галактики. Под длительным воздействием тёмной стороны Силы их общество было развращено и превратилось в безжалостных воинов, стремившихся к хаос. |
| Родианцы     | Человекоподобные пресмыкающиеся с планеты Родия в системе Тириус. Известны своей любовью к насилию, что вызвано трудностями жизни в джунглях их мира. Хотя в Галактике им часто отводится роль наёмников или преступников, они не являются только лишь бандитами. Среди родианцев немало деятелей искусства, торговцев и политиков, которых можно найти среди представителей высшего общества Центральных Миров.                                                                                             |
| Суллустиане  | Невысокие гуманоиды с планеты Салласт. Опытные пилоты и штурманы, салластанцы часто встречались среди космических путешественников и в крупных космопортах. Салластанцы сыграли важную роль в Галактической гражданской войне и были среди основателей Новой Республики. Наиболее известные представители расы: Ниен Нанб, Тен Намб и Боркус. |
| Селкаты      | Разумная раса с планеты Манаан. |
| Селониане    | Раса хорькообразных млекопитающих из Кореллианской системы. |
| Талзы        | Крупные мохнатые существа, имеющие две пары глаз: одну для дневного зрения и одну — для ночного. |
| Трандошанцы  | Разумные двуногие рептилии с планеты Трандоша. Трандошане являются воинственной расой, принявшей сторону Галактической Империи и поработившая вуки. |
| Угноты       | Имеющие сходство со свиньями гуманоиды с немного вздернутым носом с планеты Джентес. В сравнении с людьми их можно назвать карликами. Угноты трудолюбивы и верны, а их общество промышленно развито. Имеют богатую устную традицию. Угноты выносливы, могут долгое время выносить тяжелые условия, живут примерно 200 лет. |
| Хатты        | Раса больших брюхоногих существ, которым присущи маленькие руки, широкий рот и огромные глаза. Они контролировали гигантскую космическую империю в Пространстве Хаттов. Хатты произошли с планеты Варл, но затем перебрались на Нал Хатту. Многие из хаттов были криминальными баронами. |
| Хоуки        | Раса массивных двуногих гуманоидов. Родом с планеты Лиджутер. |
| Чагриане     | Гуманоиды, живущие на планете Чампала. |
| Чевины       | Раса двуногих толстокожих разумных гуманоидов с планеты Винсот. |
| Эвоки        | Раса маленьких мохнатых двуногих существ с лесистого спутника Эндора, отличающихся любопытством и изобретательностью. Они известны тем, что помогли Альянсу повстанцев одолеть силы Галактической Империи в Битве у Эндора, посодействовав уничтожению генератора щита и, как следствие этого, второй «Звезды Смерти». |

### Классы
Каждый класс в игре доступен только одной из сторон. Каждый класс имеет 2 подкласса. К тому же у каждого класса — свой сюжет и свой корабль. Например, Имперского агента сразу пошлют «под прикрытие», искать компромат на криминального лидера, сотрудничающего с Республикой, а его корабль — экспериментальный, со стелс-системой. Доступны 8 классов:
Империя Ситхов:
- Охотник за головами (англ. Bounty Hunter) — наёмный «специалист», решающий большинство проблем грубой силой. Также пользуется реактивным ранцем.
  - Наёмник (англ. Mercenary) — специалист по огневой мощи, вооружён арсеналом бластеров и ракетных установок.
  - Энерготехник (англ. Powertech) — оборонительный специалист с энергетическим щитом и огнемётом.
  - Прототип из фильмов: Джанго Фетт и Боба Фетт
- Ситх-Воин (англ. Sith Warrior) — живая машина смерти, истребляющая врагов световым мечом. В диалогах часто присутствует опция «удушить [несговорчивого собеседника] Силой».
  - Джаггернаут (англ. Juggernaut) — «танк», способный пережить колоссальное количество урона.
  - Мародёр (англ. Marauder) — агрессивный класс, использующий сразу два световых меча. Наделён стелс-режимом.
  - Прототип из фильмов: Дарт Вейдер
- Имперский Агент (англ. Imperial Agent) — «ликвидатор» из имперской разведки. Может использовать укрытия.
  - Снайпер (англ. Sniper) — дальнобойный стрелок, специализирующийся на нанесении урона при помощи атак дальнего радиуса действия.
  - Оперативник (англ. Operative) — специалист по технической и медицинской поддержке.
  - Прототип из фильмов: различные члены верхушки Галактической Империи, такие как гранд-мофф Уилхафф Таркин.
- Ситх-Инквизитор (англ. Sith Inquisitor) — ходячий генератор молний, использующий Силу в «ситхском стиле» — для максимальных разрушений. В диалогах почти неизменно присутствует опция «ударить [несговорчивого собеседника] молнией».
  - Колдун (англ. Sorcerer) — настоящий адепт Тёмной стороны Силы, способный разразиться целым снопом молнией, и не только.
  - Ассасин (англ. Assassin) — применяет возможности ближнего боя, полагаясь на двухклинковый световой меч и боевую акробатику. Наделён стелс-режимом.
  - Прототипы из фильмов: Дарт Мол (Ассасин), Дарт Сидиус/Палпатин (Колдун).

Галактическая Республика:
- Штурмовик (англ. Trooper) — боец спецназа Республики, применяющий стандартные методы ведения войны даже против самых нестандартных противников.
  - Коммандо (англ. Commando) — специалист по вооружению, выходит на поле боя с как можно большим калибром или количеством стволов.
  - Авангард (англ. Vanguard) — морально, физически и технически подготовлен принять огонь на себя
  - Пример из фильмов: снаряжение напоминает солдат-клонов, вплоть до некоторых мелких деталей и искажения речи через шлем.
- Контрабандист (англ. Smuggler) — представитель преступного подполья. Пара пистолетов и укрытия делают такого бойца опасным противником.
  - Стрелок (англ. Gunslinger) — стреляет с двух рук из огромных бластер-пистолетов и наносит урон с дальней дистанции.
  - Негодяй (англ. Scoundrel) — слово «честь» этому типу неведомо. Устроить диверсию, подпортить кровь, ослабить врага — вот это пожалуйста.
  - Прототипы из фильмов: Хан Соло
- Рыцарь-Джедай (англ. Jedi Knight) — специалист по владению световым мечом в ближнем бою.
  - Защитник (англ. Guardian) — в отличие от других джедаев, носит под робой броню; способен отразить град бластерных выстрелов и почти любые удары.
  - Страж (англ. Sentinel) — «Нападение — лучшая защита». Два меча и очень много урона.
  - Прототипы из фильмов: Оби-Ван Кеноби (Защитник), Энакин Скайуокер, Эйла Секура (Страж).
- Джедай-Консул (англ. Jedi Consular) — сосредоточен на овладении нефизическими аспектами Силы.
  - Мудрец (англ. Sage) — настоящий адепт Светлой стороны Силы. Одной рукой использует исцеляющие способности Силы, другой рукой может сметать противников с пути при помощи телекинеза.
  - Тень (англ. Shadow) — самое близкое к разведке, что есть у Ордена. Уничтожают проблемы до их возникновения, полагаясь на двухклинковый световой меч и невидимость.
  - Прототип из фильмов: Йода (Мудрец).

## Разработка
Star Wars: The Old Republic — первый опыт компании BioWare на рынке MMORPG, а также вторая MMORPG во Вселенной Star Wars после Star Wars: Galaxies. Разработчики из BioWare давно были заинтересованы в работе над MMORPG, но ждали «правильных партнёров, правильную команду, правильную интеллектуальную собственность».
Главная роль в игре отведена развитию индивидуальных историй для каждого персонажа. В октябре 2008 года BioWare заявила, что игра будет содержать больше сюжетного контента, чем все её другие игры вместе взятые. Команда из 12 сценаристов тратит больше времени на работу над сюжетом, чем какие-либо другие разработчики.
Первый трейлер под названием «Deceived» был показан на выставке E3 1 июня 2009 года. 29 сентября 2009 года разработчик стал принимать заявки на участие в тесте игры. В течение нескольких минут сайт не справлялся с нагрузкой и появились технические проблемы. Позже сайт был открыт, уже с учётом большого количества посетителей. Второй трейлер под названием «Hope» вышел 14 июня 2010 года. 9 июля 2010 года прошло тестирование игры игроками Северной Америки. В сентябре того же года на официальном сайте был показан персонаж Реван и информация о нём, о его роли в игре. 6 июня 2011 года вышел третий трейлер под названием «Return».
21 июля 2011 года Electronic Arts и BioWare начали принимать предварительные предзаказы на игру. Однако предзаказ невозможен в Австралии и Океании, также там игра выйдет позже. Главная причина — избегание любых проблем, связанных с большой нагрузкой на ММО. Однако в BioWare заявили, что не будут блокировать от игры какие-либо регионы Австралии и Океании или IP-адреса, за покупку игры из другого региона. Кроме того, игроки из Австралии и Новой Зеландии даже смогли поучаствовать в бета-тесте игры.
11 октября 2011 года BioWare подтвердила ещё раз, что игра по всему миру будет выпущена 20 декабря 2011 года. Однако дата выхода в Австралии и Океании ещё неизвестна.
Общая стоимость проекта оценивается примерно в 200 млн долларов. В разработке игры принимало участие более 800 человек на четырёх континентах, а в озвучивании 4 000 персонажей на трёх языках было задействовано более тысячи актёров.

## Игровой движок
| Системные требования    | Системные требования                                             | Системные требования                                |
| ----------------------- | ---------------------------------------------------------------- | --------------------------------------------------- |
|                         | Минимальные                                                      | Рекомендуемые                                       |
| Windows                 |                                                                  |                                                     |
| ОС                      | Windows XP SP3 / Vista / 7                                       | Windows 7 64-bit SP1                                |
| ЦПУ                     | Intel Core 2 Duo 2,0 ГГц / AMD Athlon 64 X2 4000+                | Intel Core 2 Quad 2,4 ГГц / AMD Phenom 2 X4 2,5 ГГц |
| Объём ОЗУ               | 1,5 Гб (Windows XP) / 2 Гб (Windows Vista / 7)                   | 4 Гб                                                |
| Место на диске          | 20 Гб                                                            | 20 Гб                                               |
| Информационный носитель | 8-скоростное устройство для чтения DVD                           | 8-скоростное устройство для чтения DVD              |
| Видеокарта              | ATI Radeon X1800 / NVIDIA GeForce 7800 / Intel 4100, SM3, 256 Мб | ATI Radeon HD 4850 / NVIDIA GeForce GTX 260, 512 Мб |
| Устройства ввода        | клавиатура, компьютерная мышь                                    | клавиатура, компьютерная мышь                       |

Star Wars: The Old Republic использует движок HeroEngine, предназначенный для ММО-игр. Эта игра стала первой, выпущенной на движке HeroEngine. Движок поддерживает DirectX 9, начиная с Windows XP Service Pack 3.
Если игра разрабатывается на этом движке, то несколько разработчиков могут разрабатывать игру одновременно, причём один человек может заниматься созданием дома и его интерьером внутри, а другой благоустраивать местность вокруг этого дома. HeroEngine может работать с такими программами, как FMOD, PhysX, SpeedTree, Autodesk 3ds Max, Autodesk Maya, Audiokinetic Wwise, Scaleform, Vivox.

## Продажи и бюджет игры
Проект обошёлся разработчикам более чем в 160 миллионов долларов. По подсчётам аналитиков, если у игры будет хотя бы 400 000 подписчиков, то игра станет прибыльной.
В британском чарте игр Star Wars: The Old Republic стартовала на 10 месте.
Спустя одну неделю после выхода игры, количество подписчиков превысило 1 миллион, а пользователи провели в игре суммарно 28 миллионов часов и создали 3,8 миллионов персонажей. Издательство Electronic Arts считает, что игра стала самым быстрорастущим ММО-проектом в истории.
Рекордное число подписчиков было зарегистрировано в феврале 2012 года — 1,7 млн человек. Но уже к концу марта, согласно отчёту Electronic Arts, эта цифра понизилась до 1,3 млн человек.
Дабы повысить игровой рейтинг и продажи данной игры, в конце июля было объявлено о том, что официальный сервер из платного, перейдёт во Free-to-play осенью. 11 ноября Bioware объявила, что Free-to-play опция будет введена 15 ноября, с обновлением
1.5 Game Update.

## Модель оплаты
После перехода на Free-to-play модель статусы аккаунтов разделились на 3 опции — Subscriber, Preferred и Free-to-play.
Доступ к игре со статусом Free-to-play полностью бесплатный и является самым ограниченным по возможностям. Так, например уровень персонажа в данной модели ограничен 60-м уровнем, базовой игрой и дополнениями 2.0  и 3.0, невозможно пользоваться некоторыми слотами экипировки, снаряжать определёнными предметами персонажа, принимать участие в некоторых внутри игровых событиях и т. п.
Статус Preferred предоставляет больше возможностей, нежели Free-to-play, и устанавливается аккаунту, для которого была совершена хотя бы одна покупка за реальные деньги — игра до перехода на модель F2P, какое-либо из платных дополнений (до перехода их оплаты через подписочную модель), Digital Upgrade Pack или внутриигровая валюта. В этот же статус переходит аккаунт с истекшей подпиской, при этом такой аккаунт сохраняет доступ к дополнениям, вышедшим до окончания подписки.
Статус Subscriber (подписчик) предоставляет наибольшее число возможностей и оплачивается по старой подписочной модели. Статус открывает доступ ко всем дополнениям и максимальному (на сентябрь 2021 года) уровню 75. Подписка оплачивается регулярными платежами на 30, 60, 90 или 180 дней (при оплате большего периода подписки предоставляется более низкая стоимость из расчёта месяца игры) с помощью банковской карты или системы PayPal, либо разовыми платежами на 60 дней, которые в России можно также осуществить с помощью Яndex.Деньги.
Для российских аккаунтов действует региональные цены в рублях, заметно более выгодные по сравнению с ценами для американских или европейских аккаунтов - например, стоимость месячной подписки составляет 299 рублей против 14,99 USD. При этом по состоянию на 2021 года российские региональные цены сохранились на уровне 2014 года - т.е. не подверглись пересмотру в сторону повышения после падения рубля во время валютного кризиса 2014—2015 годов. Российские игроки могут играть как на американских, так и на европейских (английский, французский и немецких) серверах, вместе с тем игра не переведена на русский язык даже на уровне интерфейса и субтитров, а внутриигровой чат не поддерживает кириллицу.
Также существует внутриигровой магазин Cartel Market. Он позволяет приобретать различные косметические предметы для персонажа и его домов-оплотов (Strongholds), улучшения и бонусы, а для игроков со статусами Free-to-play и Preferred также разблокировать возможности не доступные им по умолчанию.

## Дополнения

### The Rise of the Hutt Cartel
На весну 2013 года был намечен выход «The Rise of the Hutt Cartel» — первого коммерческого дополнения к игре. Действия дополнения развернутся на планете Макеб, где игрокам предстоит столкнуться с Картелем хаттов. Пользователей ждёт увеличенный до 55 максимальный уровень, новые умения и приключения.
Выход дополнения состоялся 14 апреля 2013 года. Совершившим предзаказ до 7 января, был предоставлен более ранний доступ 9 апреля.

### Galactic Starfighter
Полностью бесплатное и доступное для всех дополнение вводящее в игру возможность боёв на космических кораблях. Присутствуют как PvE (кооперативный) так и PvP (игрок против игрока) так и Team PvP (команда на команду игроков до 16-и человек). Вводится система экипировки и расширения кораблей, вводится 4 разных класса боевых кораблей. Выход дополнения для всех запланирован на 4-е февраля 2014-го года, но подписчики и игроки с привилегированным статусом могут пользоваться уже начиная с 3 декабря 2013 и с 14 января 2014 года соответственно.

### Shadow of Revan
Заявленное в середине лета 2014 года дополнение «Shadow of Revan» (Тень Ревана) было выпущено 9 декабря 2014 года для игроков, сделавших предзаказ.

### Knights of the Fallen Empire
Дополнение предлагает принять участие в эпичном сюжетном приключении в роли Чужеземца, ветерана Великой Галактической войны. Оно включает в себя первые шестнадцать глав, которые начнут новую сюжетную арку, которая бросит игрока в центр конфликта, в котором его решения могут привести к неожиданным поворотам и предательствам. Релиз дополнения назначен 27 октября 2015 года бесплатно для всех подписчиков.

### Knights of the Eternal Throne
Дополнение доступное с 2 декабря 2016 года. Является продолжением «Knights of the Fallen Empire». Содержит в себе 9 глав, которые продолжат арку «Knights of the Fallen Empire».

### Onslaught
В апреле 2019 года на официальном сайте было объявлено, что следующее дополнение Onslaught выйдет в сентябре 2019 года. Дополнение должно было следовать новой истории, начатой с Jedi Under Siege. В августе было объявлено, что дата выхода Onslaught перенесена с сентября 2019 года на 22 октября 2019 года. График выпуска Onslaught (почти три года) был самым большим разрывом между дополнениями и крупными обновлениями игры, которые обычно происходят ежегодно. Это дополнение подняло максимальный уровень до 75.

### Legacy of the Sith
В рамках празднования десятилетнего юбилея игры, «Legacy of the Sith» (Наследие ситхов) было представлено как восьмое крупное дополнение 2 июля 2021 года в официальной прямой трансляции на Twitch. Дополнение представляет собой продолжение сюжетной линии Onslaught, где игрок преследует Дарта Малгуса по всей галактике, чтобы раскрыть его планы, участвуя в крупной битве на океанском мире Манаан, который был захвачен Империей ситхов. Дополнение поднимает максимальный уровень до 80 и вводит переработанное создание персонажа, расширенные продвинутые классы, где классы адептов Силы и Технологии могут использовать другие продвинутые классы Силы и Технологии и оружие и получать способности, основанные на светлых или тёмных мировоззрениях. Расширение было запланировано к выпуску 14 декабря 2021 г., будет бесплатным для подписчиков, но дата его выпуска была перенесена на 15 февраля 2022 г.

## Связанная продукция
Книга, связанная с сюжетом игры, «Star Wars: The Old Republic: Fatal Alliance» вышла 21 июля 2010 года, её автором является Шон Уильямс. 22 марта 2011 года был выпущен 256-страничный роман «Deceived», автором которого является Пол Кемп. 22 апреля 2011 года Bioware объявила о выходе романа «Revan», автором является Дрю Карпишин. Этот роман рассказывает о событиях, связанных с Реваном до действий игры. В ноябре 2011 года выпущена книга «Art and Making of Star Wars: The Old Republic», изданная компанией Chronicle Books. В ней рассказывается о создании игры, также книга включает и интервью с разработчиками. Книга написана бывшим редактором журнала «Star Wars Insider» Фрэнком Паризи и сотрудником Bioware Даниэлем Эриксоном.
Веб-комикс производства Dark Horse Comics совместно с одним из разработчиков игры Робом Честнеем вышел в начале 2009 года, который показывает предысторию к игре. История начинается более чем за 10 лет до начала действий в игре. В марте 2010 года несколько раз выходила серия веб-комиксов под названием Threat of Peace. В апреле 2010 вышел ещё один веб-комикс производства Dark Horse Comics совместно с писателем из Bioware Александром Кридом. Этот комикс рассказывает о событиях за 25 лет до начала действий в игре.
В преддверии дня релиза игры, за несколько недель, Bioware каждый день выпускала по одному саундтреку из игры Star Wars: The Old Republic. Первый саундтрек вышел под названием The Mandalorian Blockade.
Одновременно с выходом игры компания Razer начала выпускать клавиатуры, мыши, наушники и коврики для мышей с темой Star Wars: The Old Republic.

## Рецензии, награды и продажи
| Сводный рейтинг       | Сводный рейтинг |
| Агрегатор             | Оценка          |
| --------------------- | --------------- |
| GameRankings          | 83,87 %         |
| Metacritic            | 85 / 100        |
| Иноязычные издания    |                 |
| Издание               | Оценка          |
| Eurogamer             | 8 / 10          |
| G4                    | 5 / 5           |
| GameSpot              | 8 / 10          |
| GameSpy               | [ 63 ]          |
| PC Gamer (UK)         | 93 / 100        |
| Русскоязычные издания |                 |
| Издание               | Оценка          |
| PlayGround.ru         | 9,0/10          |

Игра Star Wars: The Old Republic получила в целом положительные отзывы от критиков. GameRankings дал 83,87 %, а Metacritic 85 из 100. Телеканал G4 дал оценку 5 / 5, похвалил за хорошее озвучивание и сотни часов сюжета. PC Gamer дал 93 / 100, похвалил за озвучивание, количество контента и сюжет. Maximum Games (MaximumGames.Ru) оценил игру в 9,5 / 10 баллов, назвав её лучшим конкурентом World of Warcraft. GameSpy дал оценку 4 / 5, восхваляя систему компаньонов и игровой сюжет, но критикуя стандартные убийства. GameSpot дал игре 8 / 10, назвав её очень интересной игрой.
MSNBC назвал Star Wars: The Old Republic игрой года. GameSpy также назвал её лучшей ММО игрой года.